# Azerbejdżan na Letnich Igrzyskach Paraolimpijskich 2004
Azerbejdżan na Letnich Igrzyskach Paraolimpijskich 2004 w Atenach reprezentowało 9 zawodników (8 mężczyzn i 1 kobieta) w 4 dyscyplinach.
Niepełnosprawni sportowcy z Azerbejdżanu zdobyli na tych igrzyskach cztery medale, w tym dwa złote.

## Zdobyte medale
| Medal  | Zawodnik         | Dyscyplina    | Konkurencja                           |
| ------ | ---------------- | ------------- | ------------------------------------- |
| Złoto  | Ilham Zakiyev    | Judo          | powyżej 100 kg                        |
| Złoto  | Oleg Panyutin    | Lekkoatletyka | skok w dal F12                        |
| Srebro | Zeynidin Bilalov | Lekkoatletyka | trójskok F11                          |
| Brąz   | Yelena Taranova  | Strzelectwo   | pistolet pneumatyczny, 10 m (kobiety) |

## Wyniki

### Judo
- Ilham Zakiyev – powyżej 100 kg (1. miejsce)

### Lekkotletyka
- Bahruz Bashirov
  - rzut oszczepem F42 (11. miejsce)
  - pchnięcie kulą F42 (10. miejsce)
- Zeynidin Bilalov
  - bieg na 100 metrów T11 (odpadł w eliminacjach)
  - skok w dal F11 (12. miejsce)
  - trójskok F11 (2. miejsce)
- Yuriy Gornak
  - bieg na 100 metrów T13 (odpadł w eliminacjach)
  - bieg na 200 metrów T13 (5. miejsce)
  - bieg na 400 metrów T13 (4. miejsce)
- Alibala Huseynov – pchnięcie kulą F57 (9. miejsce)
- Oleg Panyutin
  - bieg na 100 metrów T12 (nie ukończył biegu eliminacyjnego)
  - bieg na 200 metrów T12 (nie ukończył biegu eliminacyjnego)
  - skok w dal F12 (1. miejsce)
- Aleksandr Polishuk
  - bieg na 100 metrów T46 (nie pojawił się nas tarcie w biegu finałowym)
  - bieg na 200 metrów T46 (odpadł w eliminacjach)
  - bieg na 400 metrów T46 (5. miejsce)
  - bieg na 800 metrów T46 (nie ukończył biegu eliminacyjnego)

### Podnoszenie ciężarów
- Fouad Tarverdiyev – do 82,5 kg (14. miejsce)

### Strzelectwo
Kobiety
- Yelena Taranova
  - pistolet pneumatyczny, 10 m SH1 (3. miejsce)
  - pistolet dowolny, 50 m, SH1 (13. miejsce)[a]